# Proepipona ampla
Proepipona ampla är en stekelart som beskrevs av Giordani Soika 1989. Proepipona ampla ingår i släktet Proepipona och familjen Eumenidae. Utöver nominatformen finns också underarten P. a. ealensis.